# 加藤物産
株式会社加藤物産（かとうぶっさん）は、山形県上山市に本社を置く卸問屋である。

## 代表商品
- 樹氷ロマン

## 沿革
- 1930年 - 東京都の浅草に加藤喜三郎桐箱製作所設立。
- 1945年3月 - 戦災により山形県上山市へ疎開。
- 1960年 - 観光物産事業開始。
- 1976年4月 - 法人化。
- 1980年3月26日 - 本社を上山工業団地に移転。
- 1993年3月8日 - 新社屋落成。

## その他
- 通販事業として、ミルクケーキなどといった山形の名産品なども取り扱っている。